# Neotamias ruficaudus
Neotamias ruficaudus е вид бозайник от семейство Катерицови (Sciuridae).